# Grzegórzki

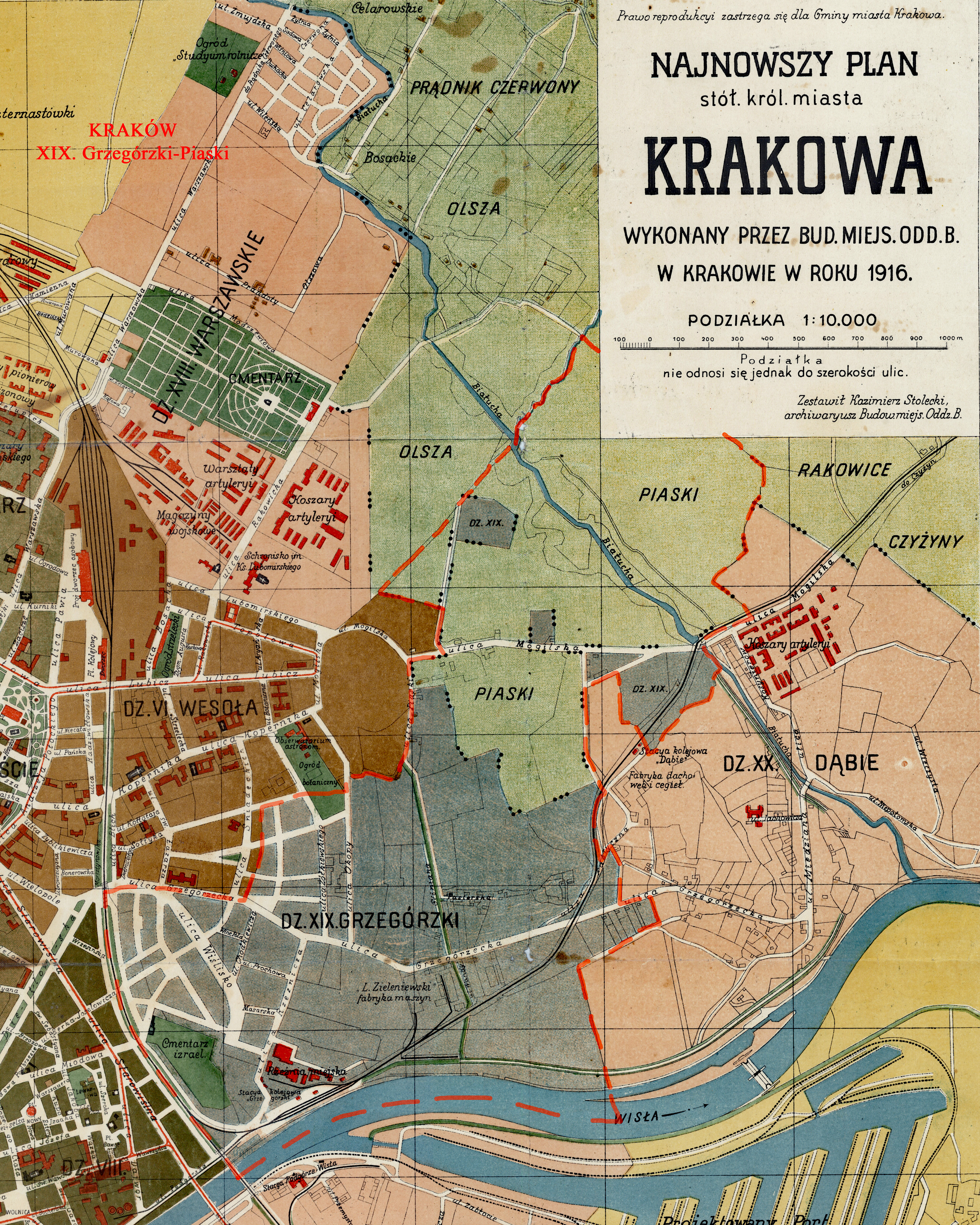
Grzegórzki na planie z 1916 roku jako dzielnica Krakowa. Od 1925 Grzegórzki-Piaski.

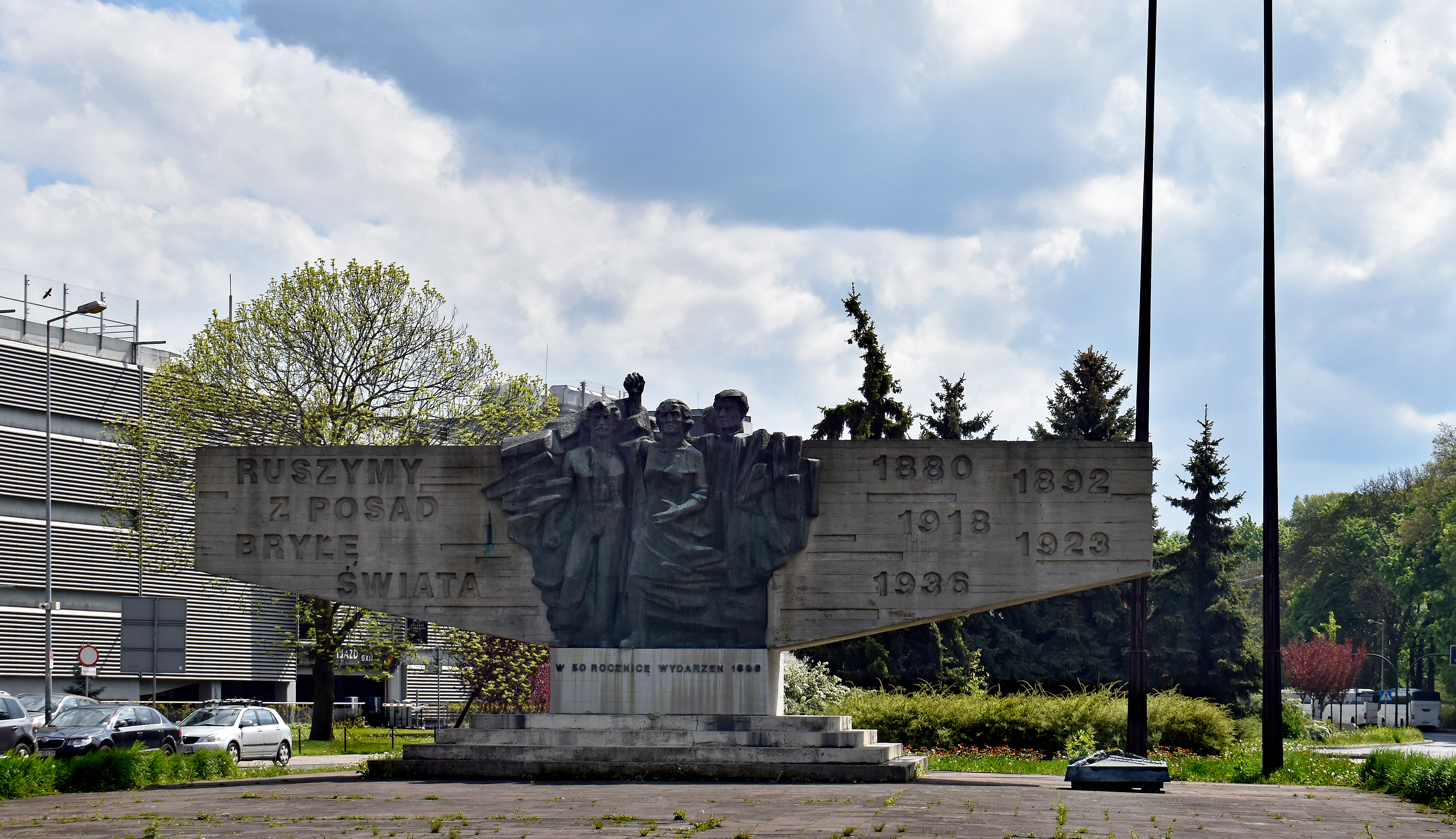
Pomnik Czynu Zbrojnego Proletariatu Krakowa (Pomnik Semperitowców)

Grzegórzki – dawna wieś podkrakowska. Obecnie wchodzi w skład krakowskiej dzielnicy II Grzegórzki, na wschód od centrum miasta.

## Historia
Nazwa tej podkrakowskiej wsi znana była już w 1388, kiedy synowie stolnika sandomierskiego Jana Borka sprzedali miastu wieś Grzegorzowice, położoną nad brzegiem nieistniejącej już odnogi Wisły, za kościołem św. Mikołaja. Nazwa Grzegórzki, dawniej Grzegorzkowice, Grzegorzowice, Gregorsdorf, Wola Grzegorzowska, związana jest z rodowym imieniem możnowładców małopolskich Toporczyków, herbu Leliwa, którzy byli niegdyś właścicielami tych terenów.
Począwszy od XV w. Grzegórzki z sąsiednim Dąbiem tworzyły całość gospodarczą, którą rada miasta Krakowa dzierżawiła albo sprzedawała z prawem wykupu zamożnym mieszczanom i rajcom krakowskim. Wieś będąca własnością Krakowa położona była w drugiej połowie XVI wieku w powiecie proszowickim województwa krakowskiego. W połowie XIX w. Grzegórzki z pobliskim Piaskiem tworzyły gminę wiejską, podległą jurysdykcji magistratu krakowskiego. W 1858 na Grzegórzkach nad Wisłą Austriacy, w ramach fortyfikowania Krakowa, zbudowali umocnienia wewnętrznego pierścienia Twierdzy Kraków Bastion VI, który wkrótce potem zawalił się z powodu grząskiego gruntu niedaleko rzeki. W 1871 wybudowano Miejską Rzeźnię według projektu Macieja Moraczewskiego. Na przełomie XIX i XX w. nastąpił wzrost uprzemysłowienia na Grzegórzkach, powstało wtedy wiele nowych zakładów przemysłowych i warsztatów rzemieślniczych np. fabryka maszyn i urządzeń rolniczych Marcina Peterseima, Edmund Zieleniewski przeniósł w 1906 część swojej fabryki z ul. Krowoderskiej (C.K. Uprzywilejowana Fabryka Maszyn L. Zieleniewski Towarzystwo Akcyjne). Oprócz niej działały na Grzegórzkach: tartak S. Burzyńskiego, Fabryka Wyrobów Stolarskich R. Muranyiego, Parowa Fabryka Mebli, Fabryka Wyrobów Papierowych J. Pacanowskiego, Wytwórnia Autokaroserii i Powozów J. Orlickiego, Polsko-Szwajcarska Fabryka Czekolady „Suchard”, Polskie Zakłady Gumowe „Semperit” i inne.
Dzięki prezydentowi Juliuszowi Leowi – twórcy koncepcji Wielkiego Krakowa - Grzegórzki zostały włączone w obszar miejski 1 kwietnia 1910. Tuż przed wybuchem II wojny światowej Rada Miejska zakupiła grunty na Grzegórzkach w celu wybudowania Hali Targowej, wokół której rozbudowały się sklepiki i kramy tworzące plac handlowy nadal działający.

## Obecnie
Ul. Grzegórzecka należy do ważniejszych arterii komunikacyjnych Krakowa. Grzegórzki zaczynają się wiaduktem kolejowym zbudowanym nad Starą Wisłą (1863). 
W 1949 na terenie przylegającym do linii kolejowej rozpoczęto budowę pierwszego robotniczego osiedla mieszkaniowego. Pod koniec 2000 do eksploatacji oddano most Kotlarski, łączący dzielnicę Grzegórzki z Podgórzem. Przy ul. Grzegórzeckiej 71 znajduje się Krakowski Teatr Variété (dawny budynek kinoteatru Związkowiec).
Pomiędzy al. Ignacego Daszyńskiego a ul. Podgórską, w miejscu rzeźni miejskiej, powstał kompleks handlowo-rozrywkowy Galeria Kazimierz, którego nazwa wiąże się z sąsiadującym z Grzegórzkami Kazimierzem.
Przy al. Ignacego Daszyńskiego w 1986 odsłonięto Pomnik Czynu Zbrojnego Proletariatu Krakowa (Pomnik Semperitowców) projektu Antoniego Hajduckiego. Upamiętnia wydarzenia z marca 1936, kiedy doszło do strajku okupacyjnego w fabryce Polskich Zakładów Gumowych „Semperit”, krwawo stłumionego przez policję.
Wzdłuż ul. Podgórskiej rozciąga się szeroki pas zieleni. Wzdłuż tej ulicy biegły kiedyś tory kolejowe stacji Kraków Grzegórzki, będącej początkiem linii do Kocmyrzowa oraz bazą dla bocznic do okolicznych zakładów.
W 2013 na miejscu dawnych Zakładów Budowy Maszyn i Aparatury im. Ludwika Zieleniewskiego (przeniesionych w 2008 do Niepołomic) powstał kompleks budynków mieszkalnych Wiślane Tarasy, a w 2019 – Wiślane Tarasy 2.0. W tym samym roku przy ul. Marka Stachowskiego (tuż przy Bulwarze Kurlandzkim) powstał nowoczesny budynek mieszkalny Pianissimo, a przy ul. Francesco Nullo – osiedle Grzegórzki Park.

## Infrastruktura
Na Grzegórzkach znajdują się m.in. plac targowy „Unitarg”. Mieszkańcy Grzegórzek mogą korzystać m.in. stadionu Klubu Sportowego "Grzegórzecki" czy lodowiska Klubu Sportowego „Cracovia”.

### Placówki oświatowe
- Przedszkole Integracyjne Montessori
- Przedszkole Niepubliczne „Pod Gwiazdkami” (dawniej: Przedszkole nr 27)[3]
- Szkoła Podstawowa nr 10
- Szkoła Podstawowa nr 38
- Szkoła Podstawowa nr 18
- Szkoła Podstawowa nr 39
- VIII Liceum Ogólnokształcące
- XIII Liceum Ogólnokształcące
- Zespół Szkół Rzemiosła i Przedsiębiorczości im. kard. A. Sapiehy MIRiP w Krakowie

### Centra handlowo-rozrywkowe
- Galeria Kazimierz

### Obiekty sportowe
- korty tenisowe
- ośrodek gimnastyki KSOS
- lodowisko „Cracovia”
- stadion KS „Grzegórzecki"

### Teatry
- Krakowski Teatr Variété

### Obiekty sakralne i religijne
- Kościół św. Kazimierza Królewicza (ul. Grzegórzecka 78)
- Sala Królestwa Świadków Jehowy (ul. Semperitowców 14)[4]

## Komunikacja
Grzegórzki znajdują się kilometr na wschód od centrum Krakowa. Dzielnica ta położona jest na wschód od dawnego koryta Starej Wisły. Na granicy Grzegórzek i Dąbia przebiegała trasa kolejowa Kraków–Kocmyrzów, wytyczona w 1899. W okolicy dzisiejszej stacji benzynowej przy al. Daszyńskiego łączyła się z główną linią kolejową Krakowa-Tarnów. W 1900 zbudowano odgałęzienie Czyżyny–Mogiła zlikwidowane w latach pięćdziesiątych XX wieku.

## Hala Targowa i Plac Targowy „Unitarg”
Oprócz budynku dawnej hali targowej istnieje także plac targowy zarządzany przez Spółkę Kupiecką Placu Targowego „Unitarg”. Od poniedziałku do soboty na placu dominuje handel produktami spożywczymi oraz ubraniami. W niedziele w tym miejscu odbywa się giełda staroci. Jako pierwszy w Krakowie plac targowy został wyposażony w system monitoringu.

## Galeria

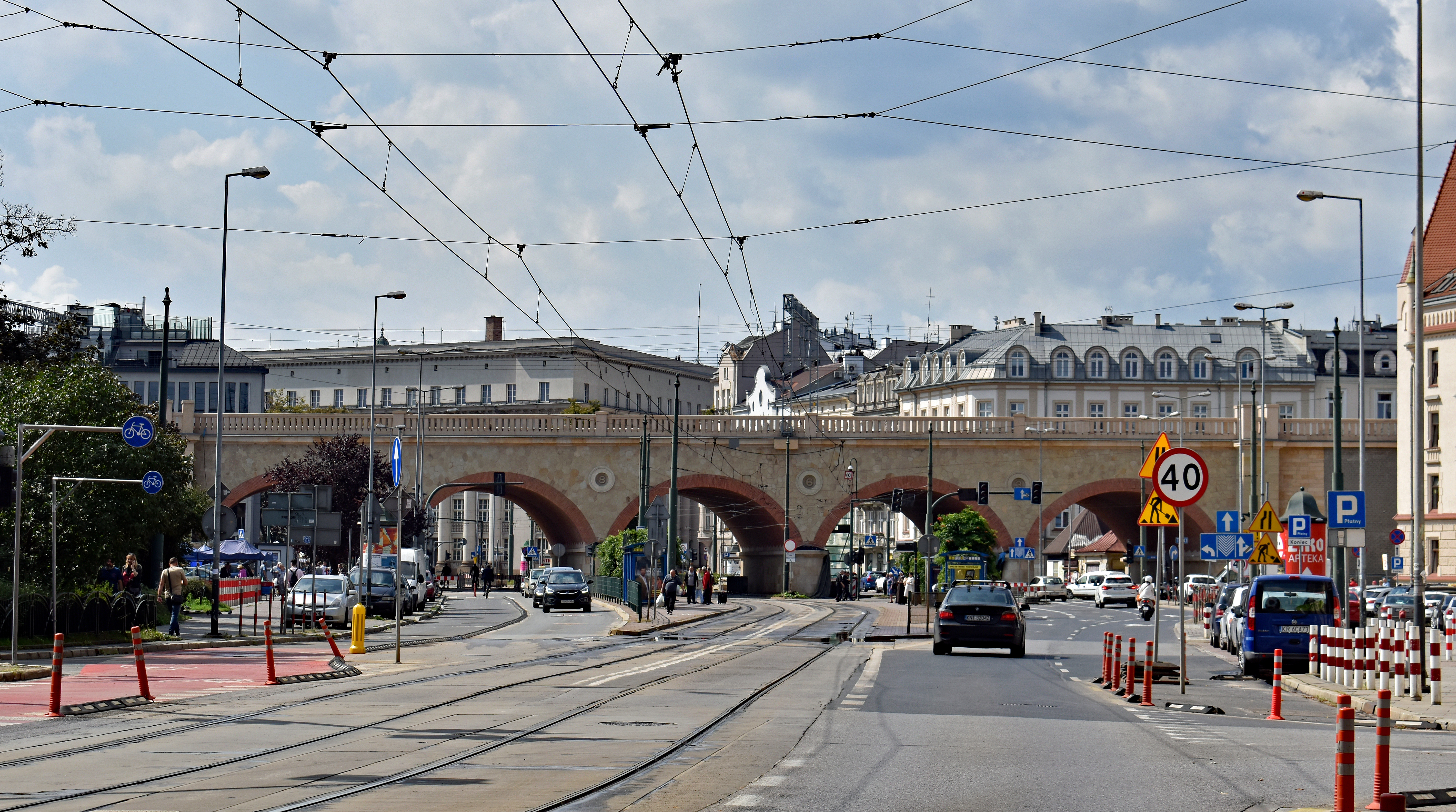
Ulica Grzegórzecka i wiadukt kolejowy (za nim Wesoła)
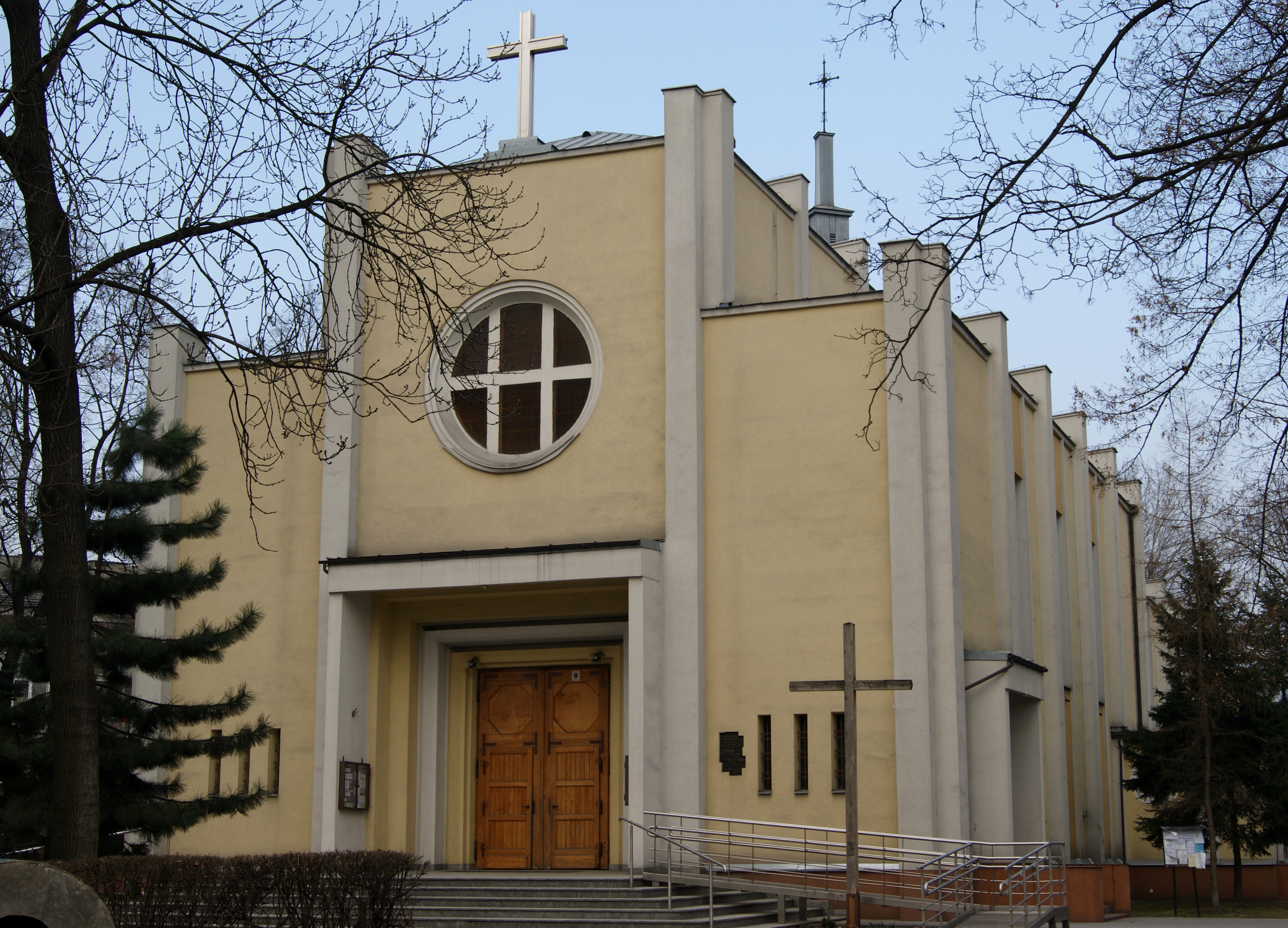
ul. Grzegórzecka 78 Kościół św. Kazimierza Królewicza
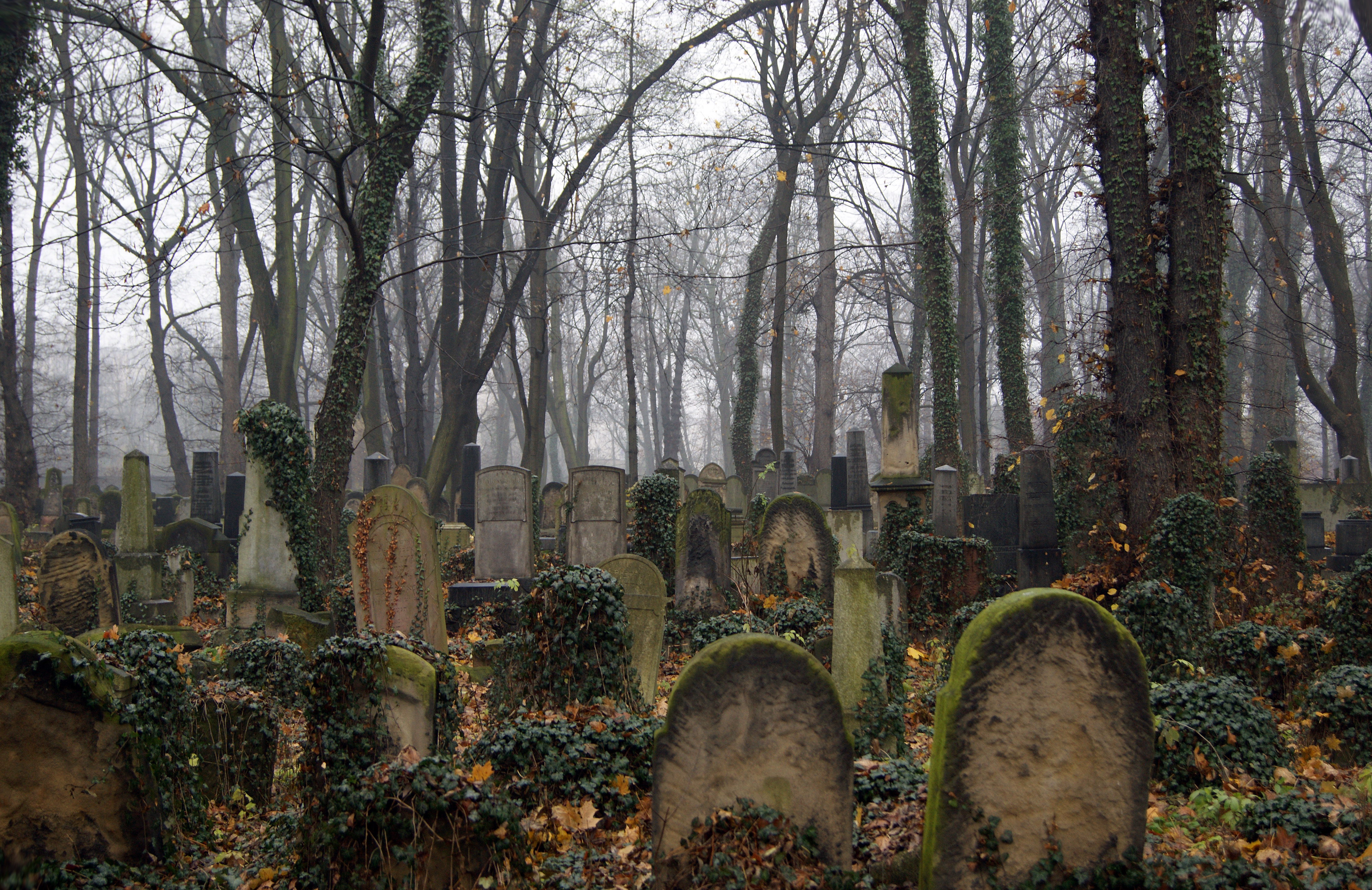
ul. Miodowa 55 Nowy cmentarz żydowski
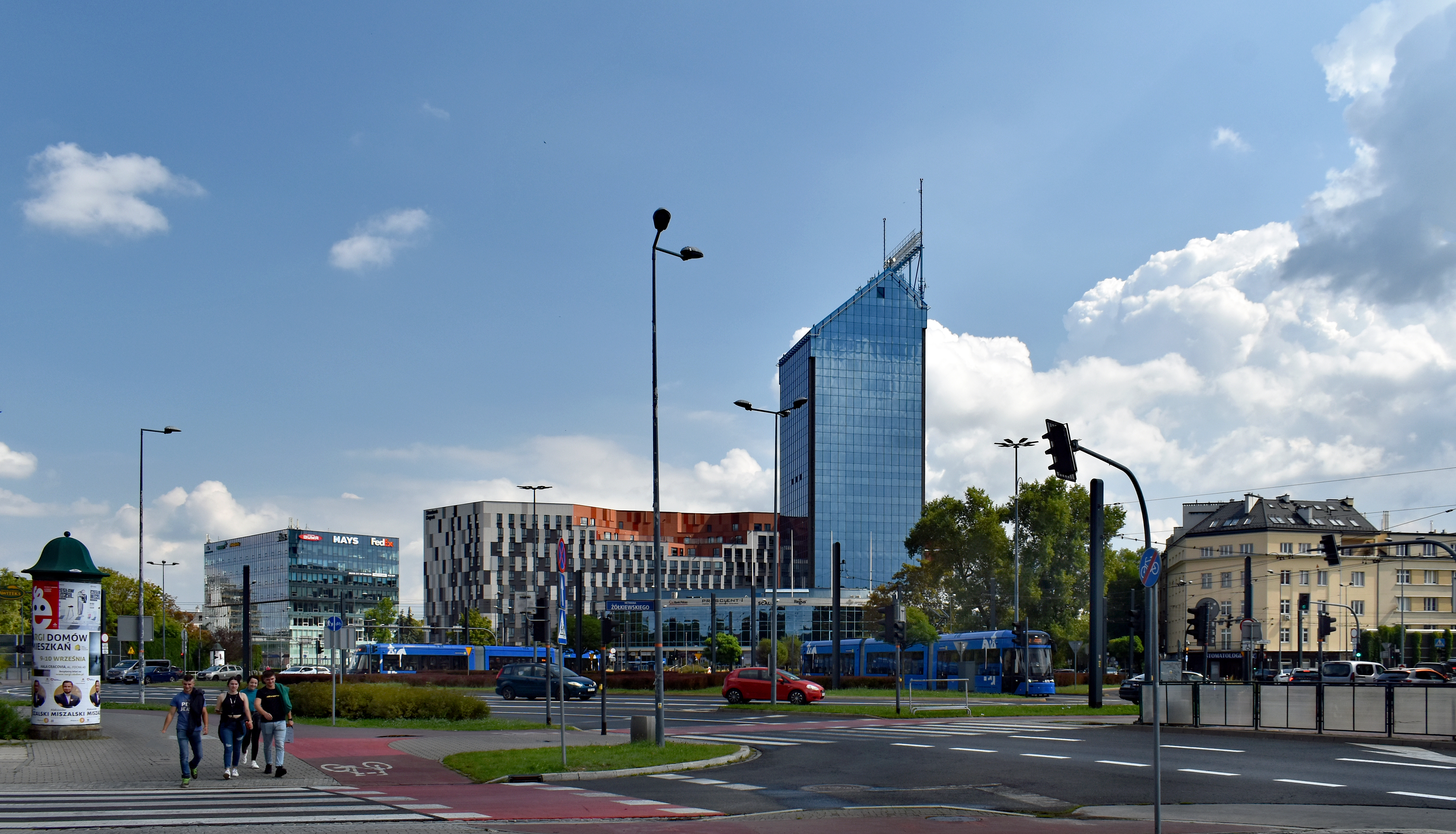
Rondo Grzegórzeckie widok z ul. Grzegórzeckiej za nim biurowiec K-1 (Błękitek)
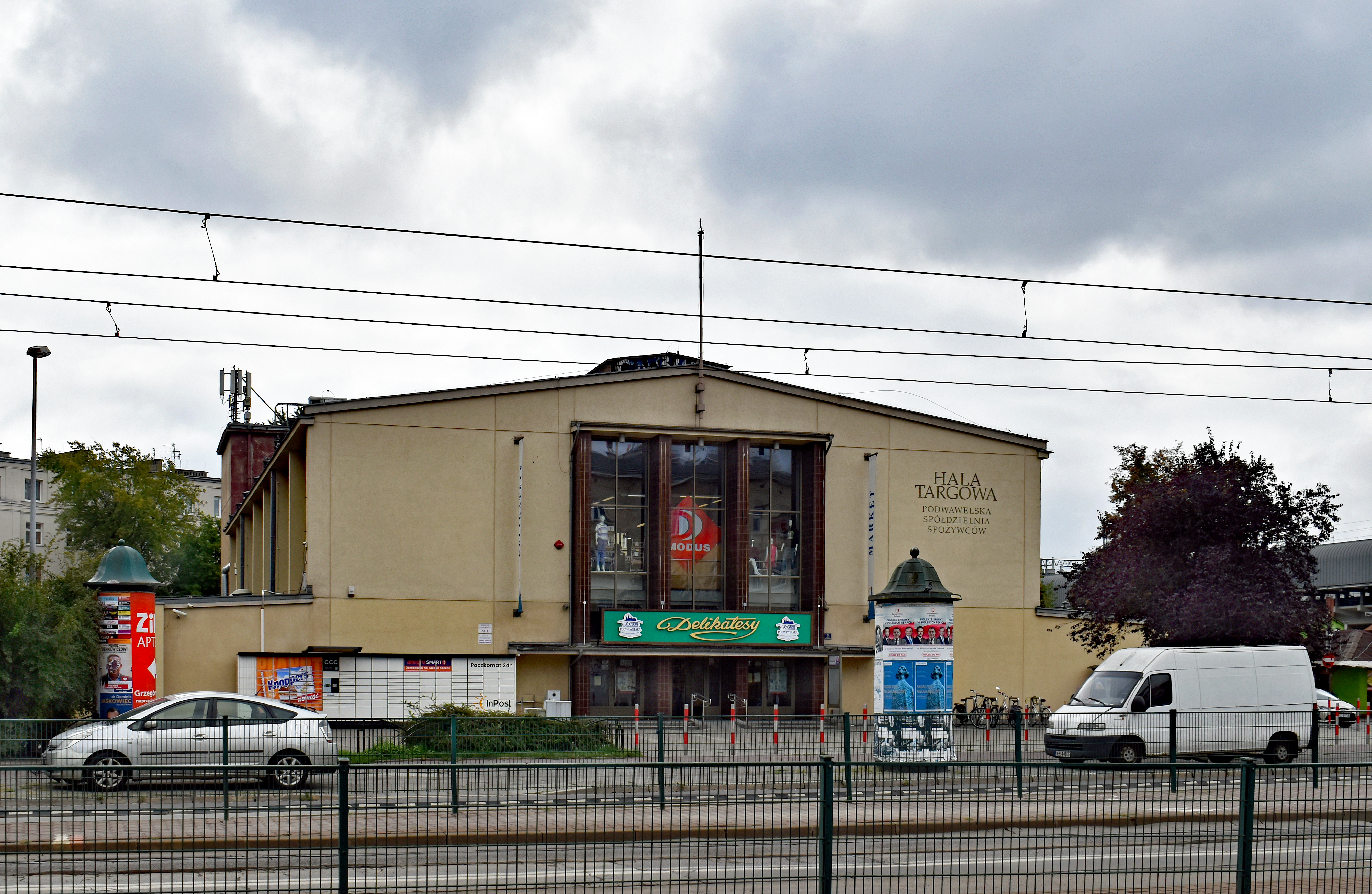
al. Daszyńskiego 3 Hala Targowa
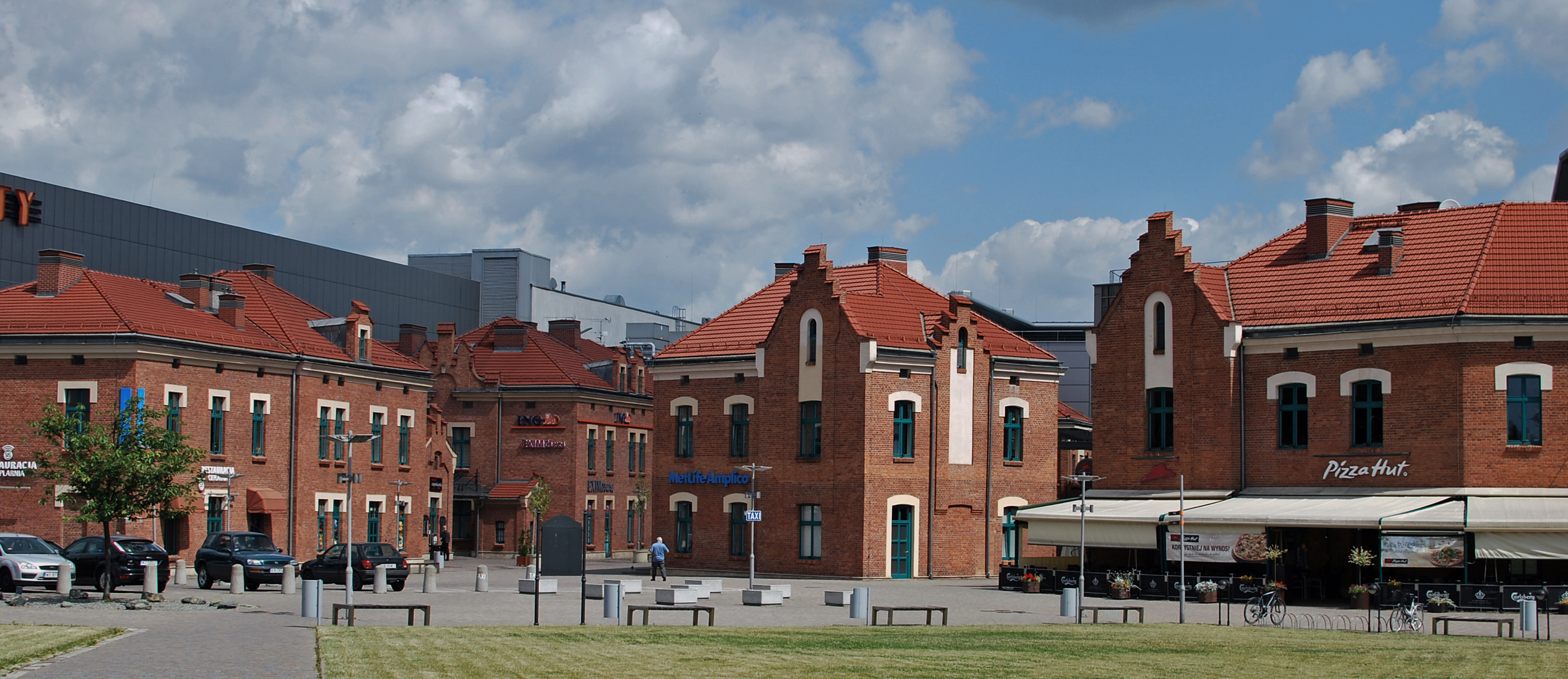
ul. Rzeźnicza 28 Budynki dawnej Rzeźni Miejskiej
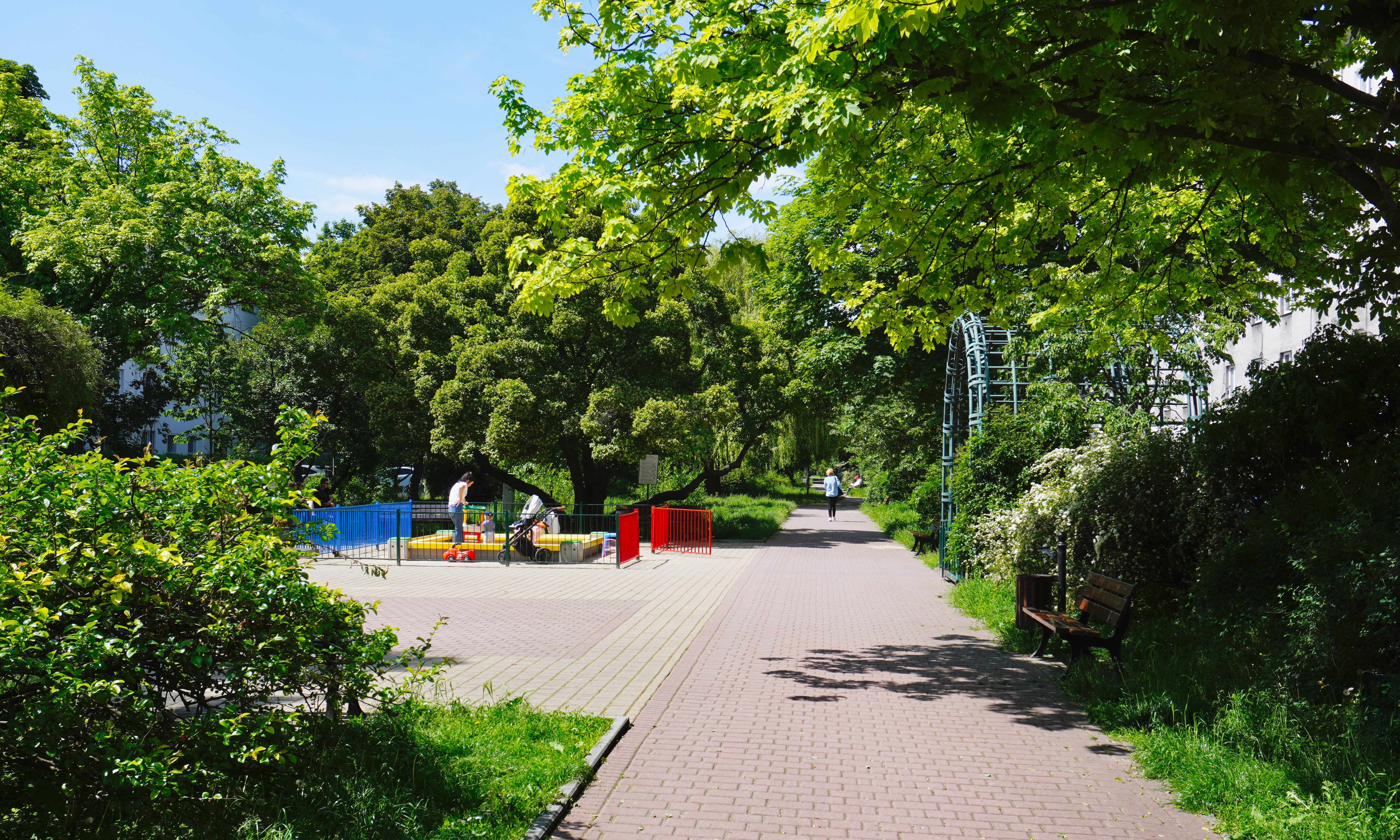
Planty Daszyńskiego
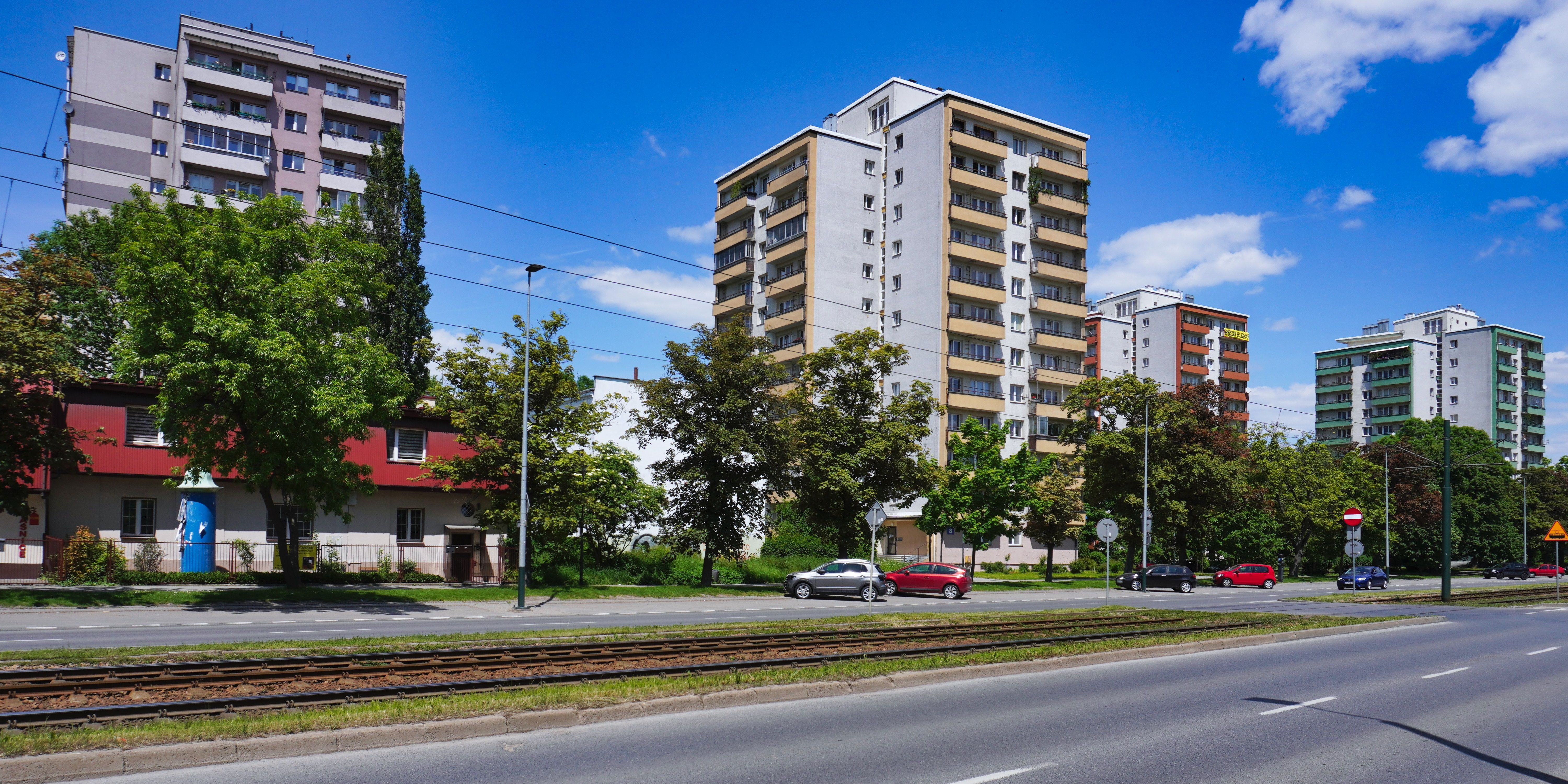
Nowe Grzegórzki – bloki przy alei Pokoju 6, 8, 10 i 12 (proj. Tadeusz Wojczuk, 1964)
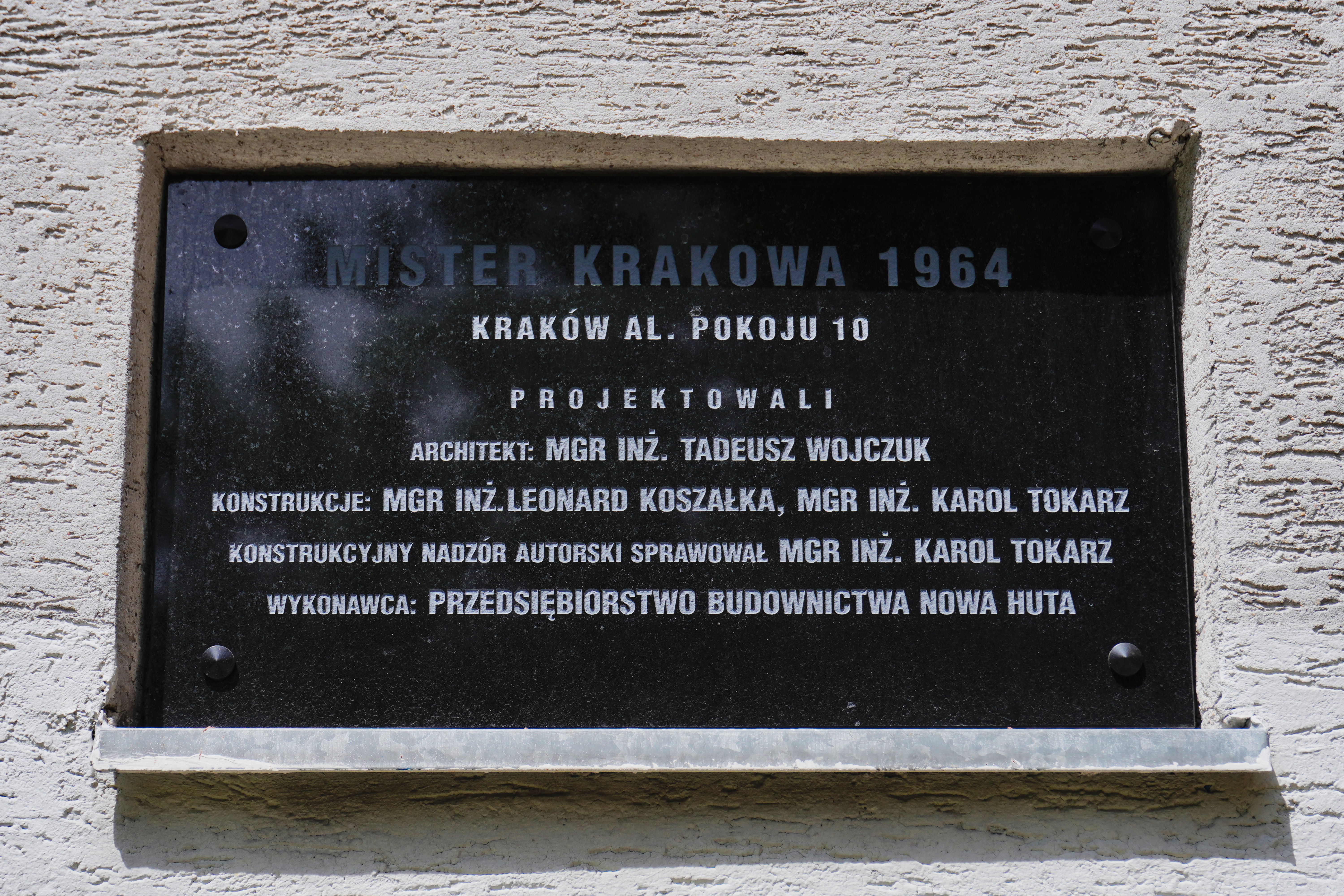
Blok przy alei Pokoju 10 – tablica upamiętniająca przyznanie tytułu Mister Krakowa 1964
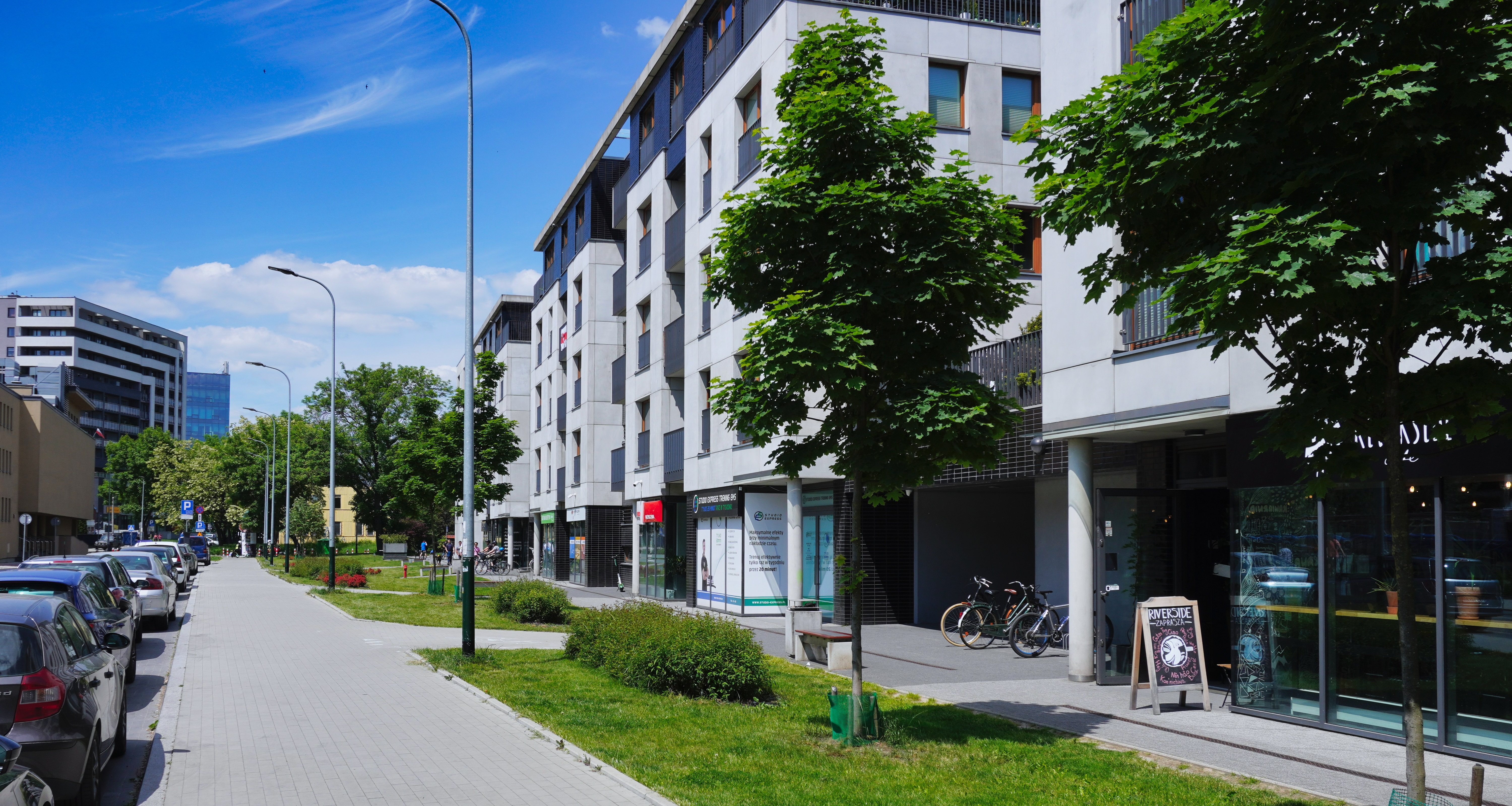
Modernistyczna zabudowa przy ulicy Zieleniewskiego, powstała w latach 2010.
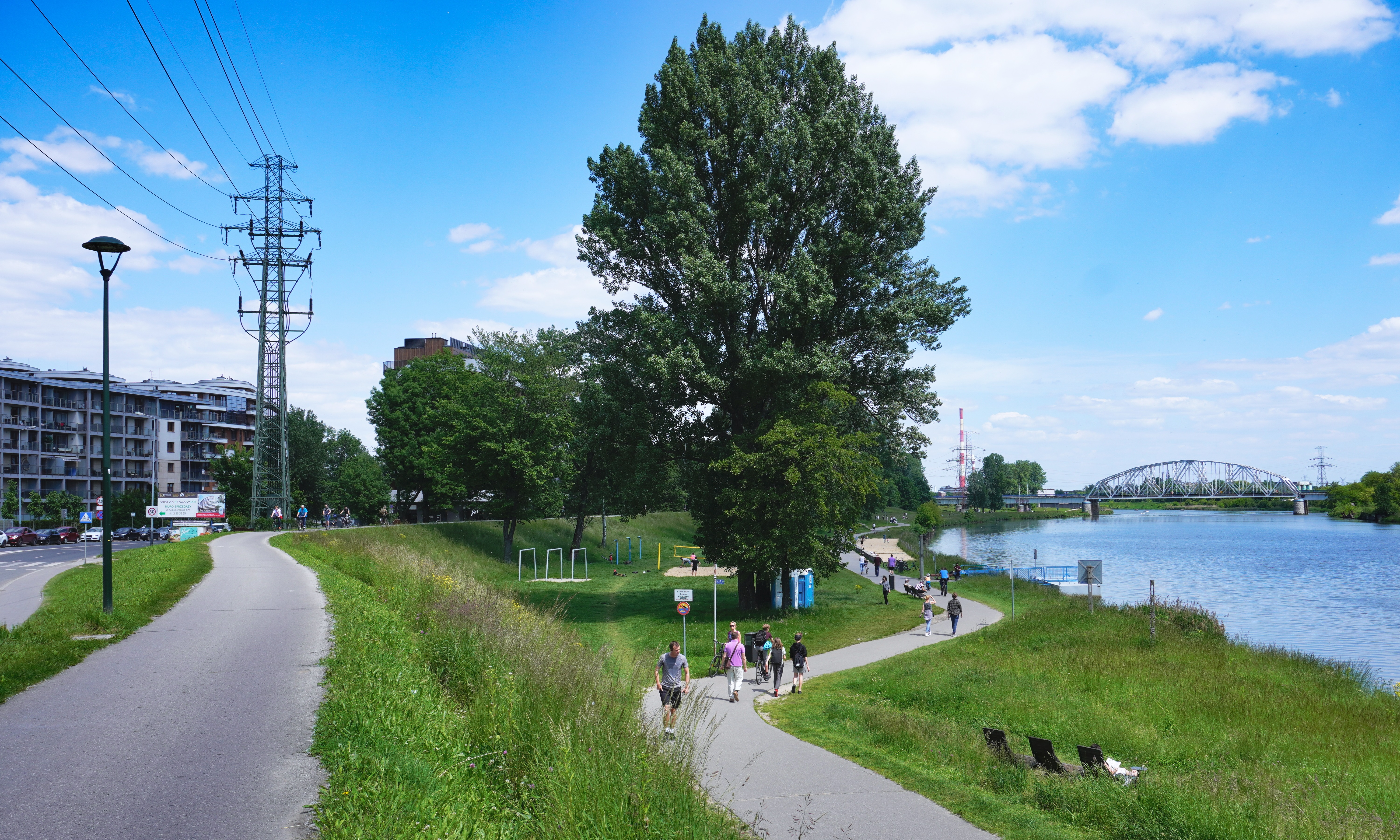
Bulwary wiślane na Grzegórzkach, po lewej modernistyczna zabudowa dzielnicy, w głębi po prawej widoczny most kolejowy na małej obwodnicy Krakowa
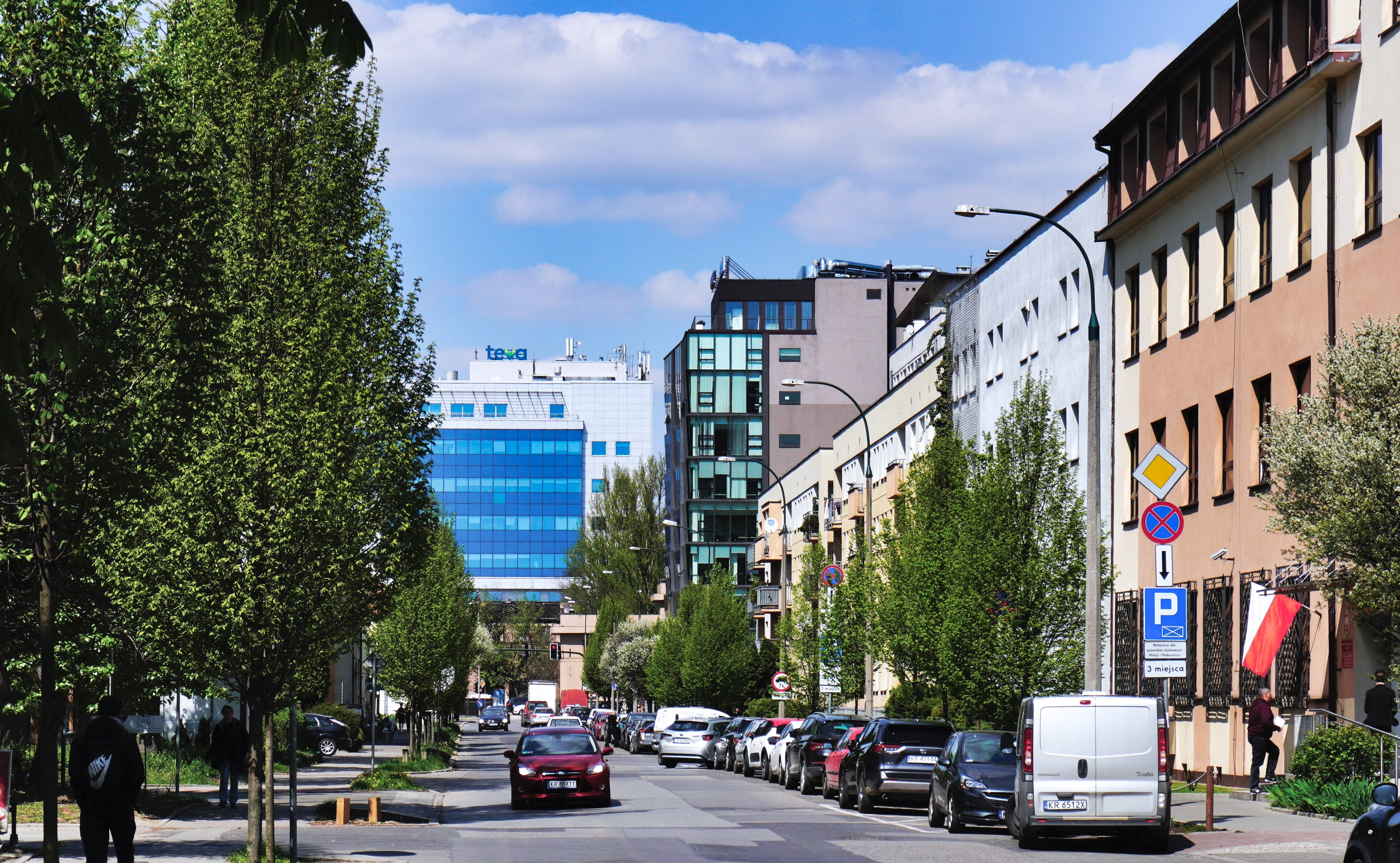
Ulica Cystersów
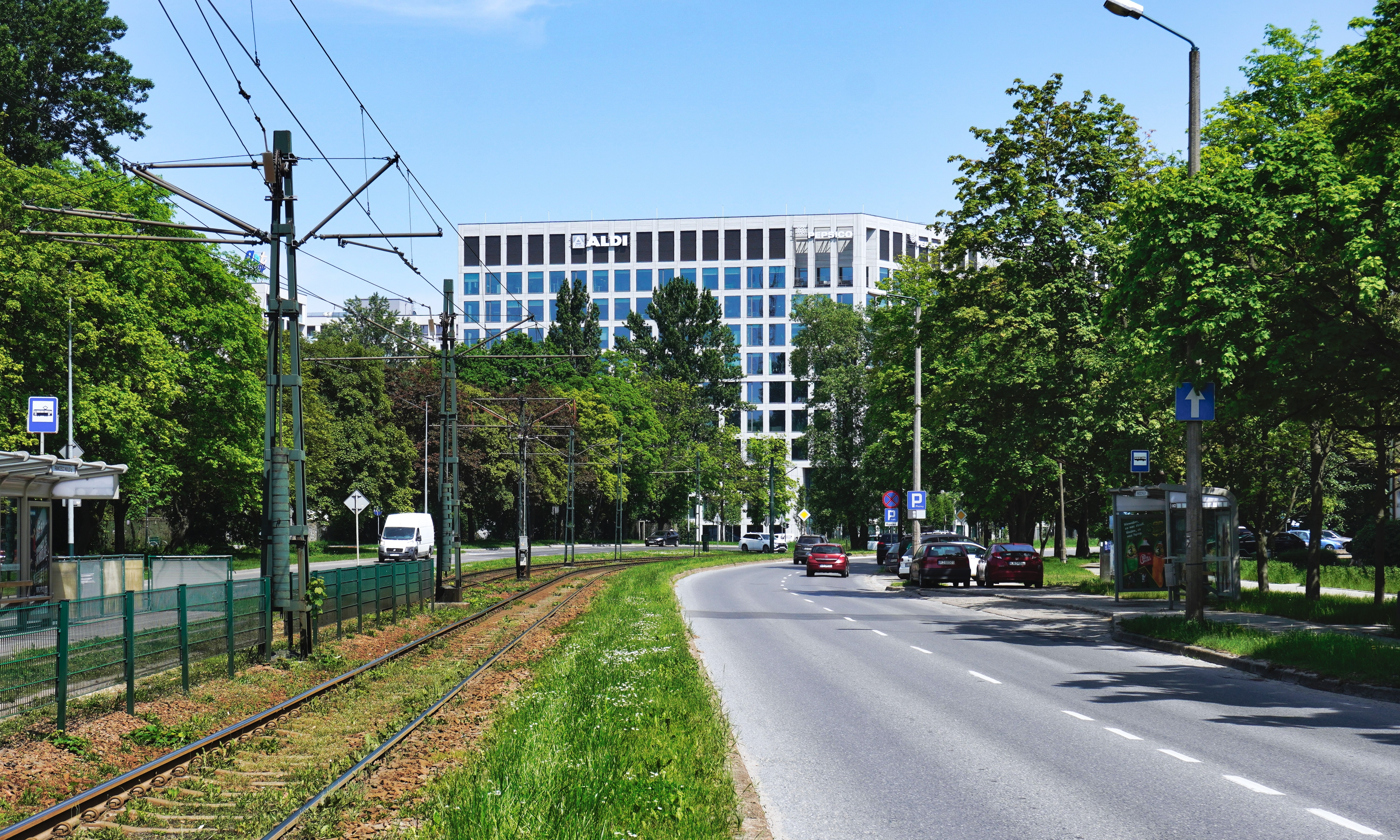
Aleja Pokoju
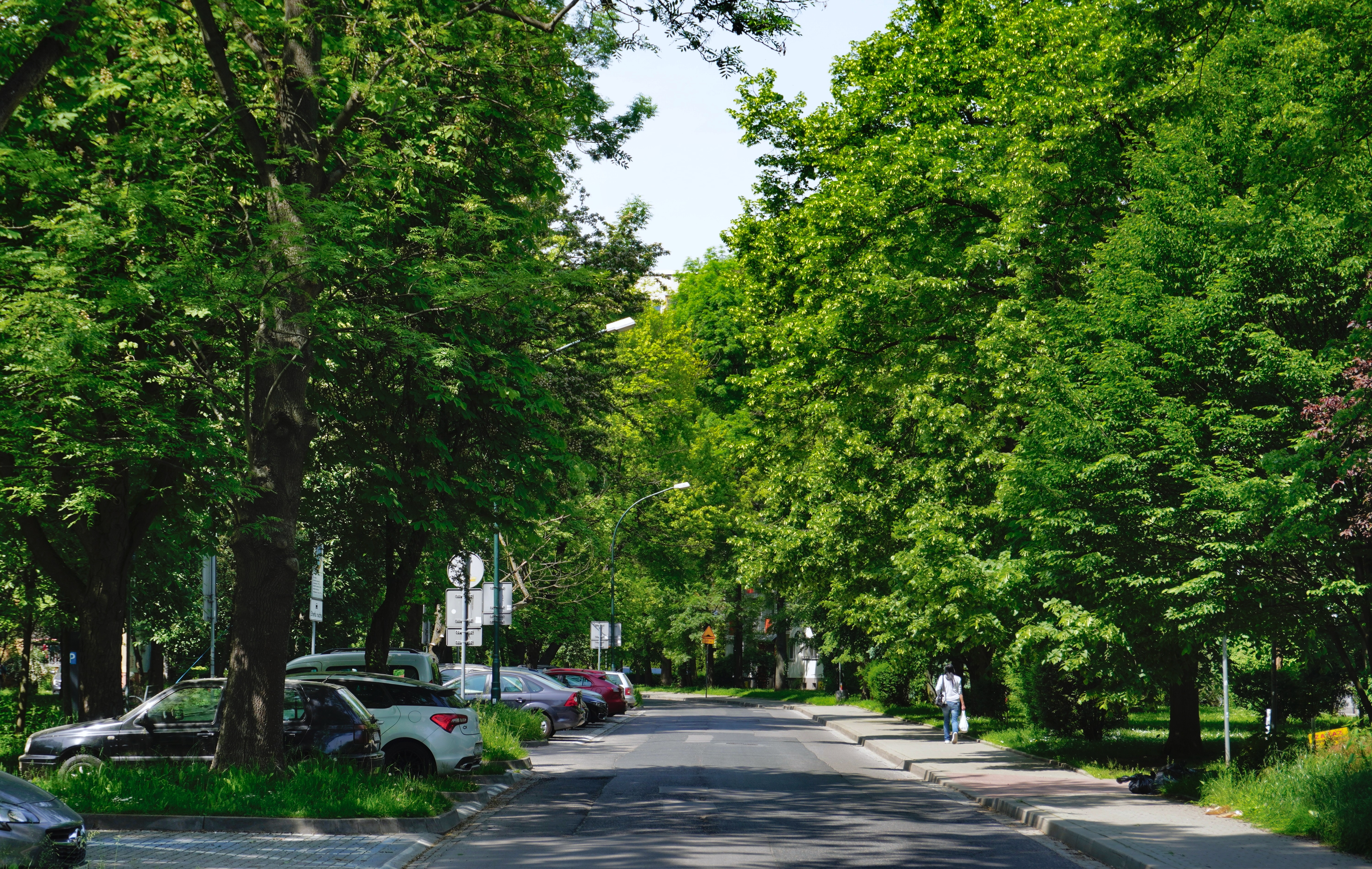
Ulica Francesco Nullo
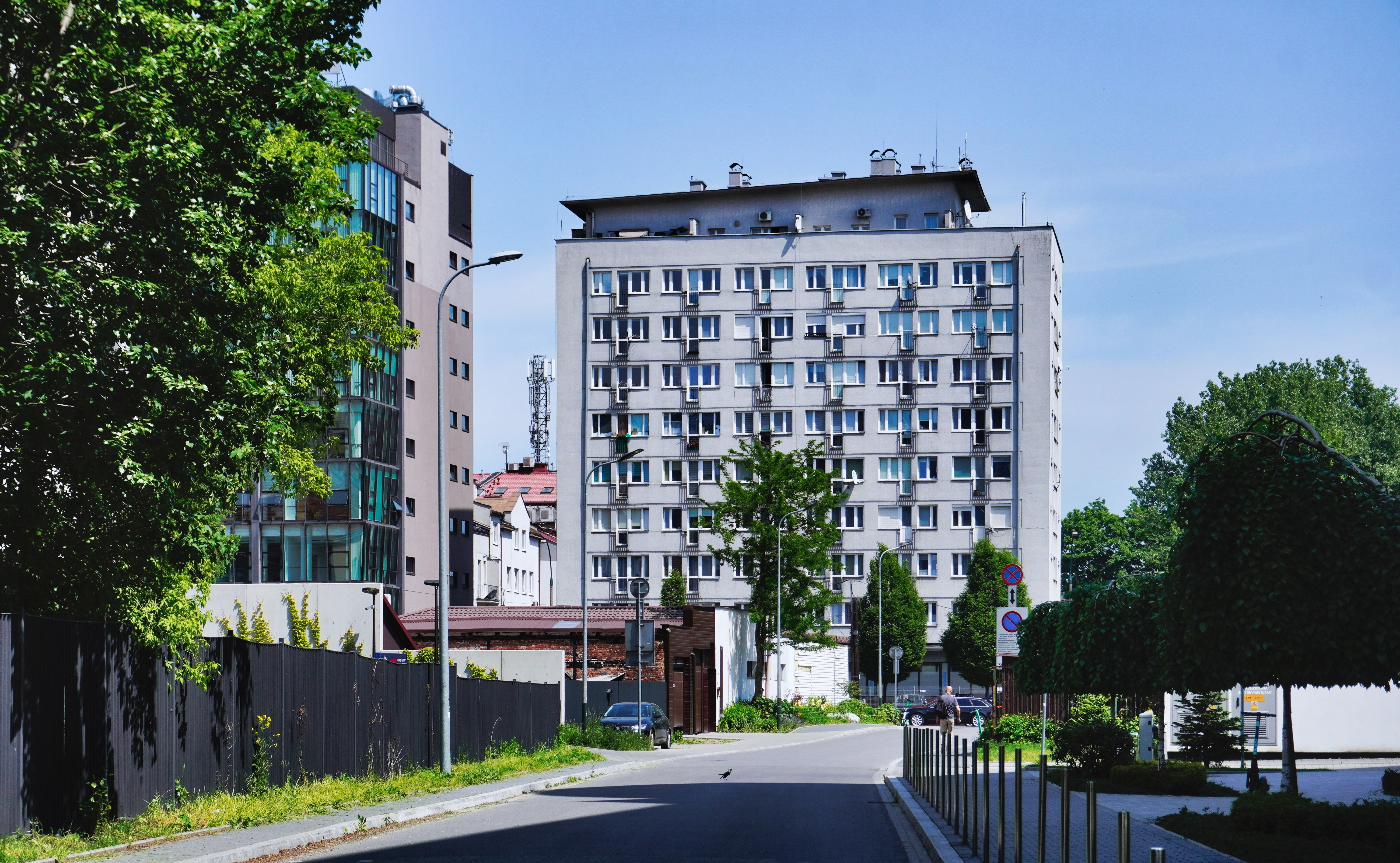
Ulica Ignacego Kriegera
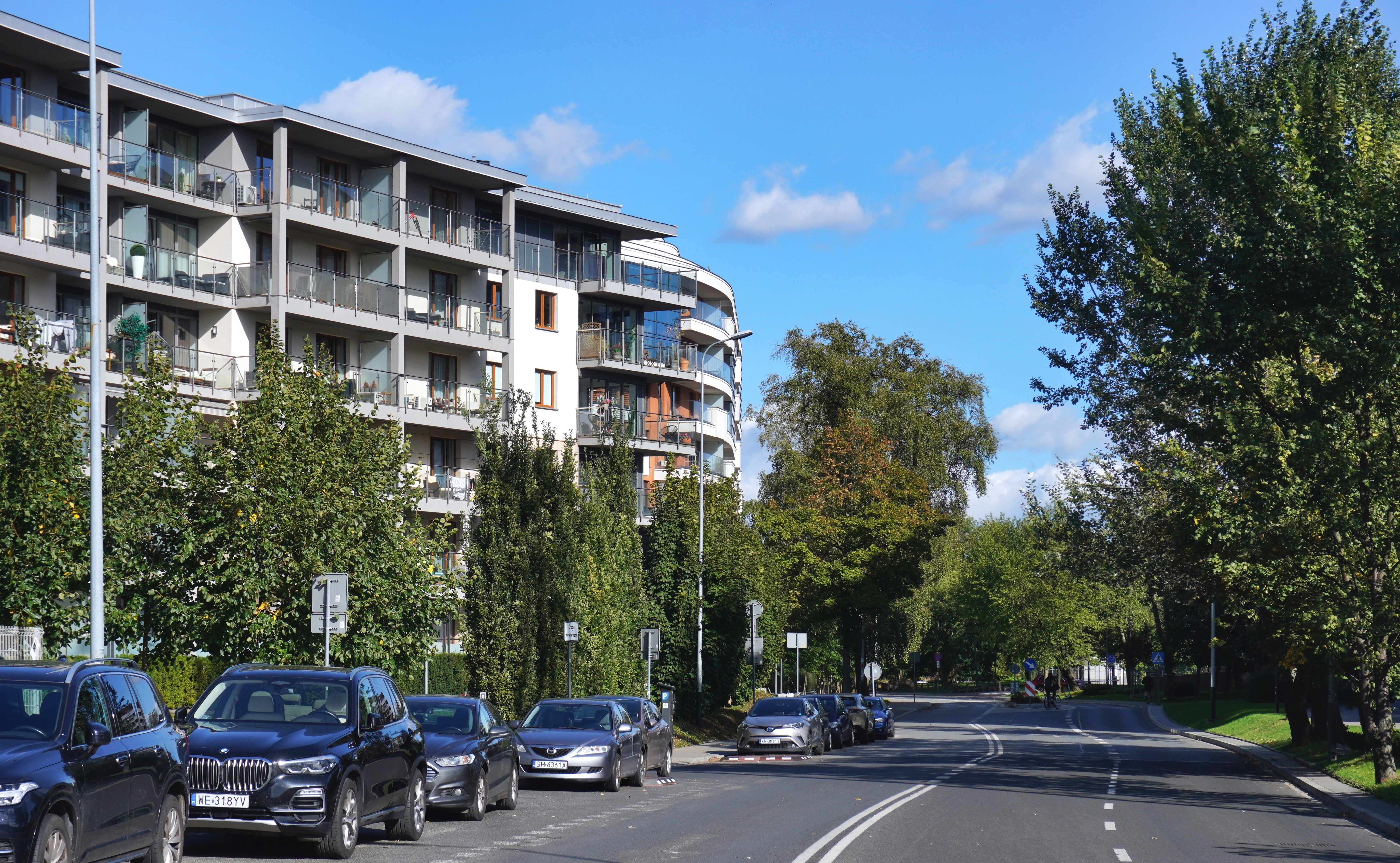
Ulica prof. Marka Stachowskiego
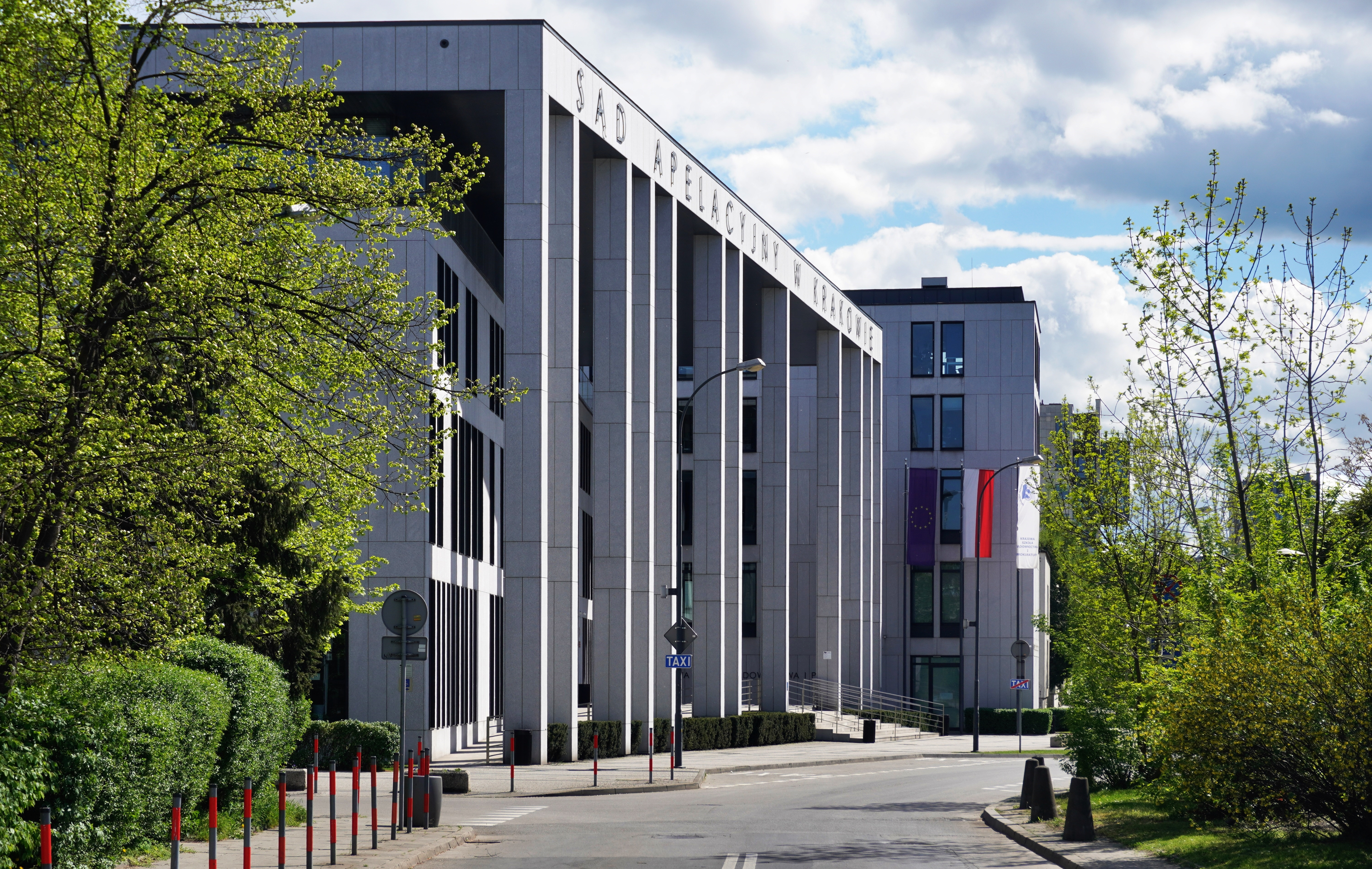
Ulica Przy Rondzie
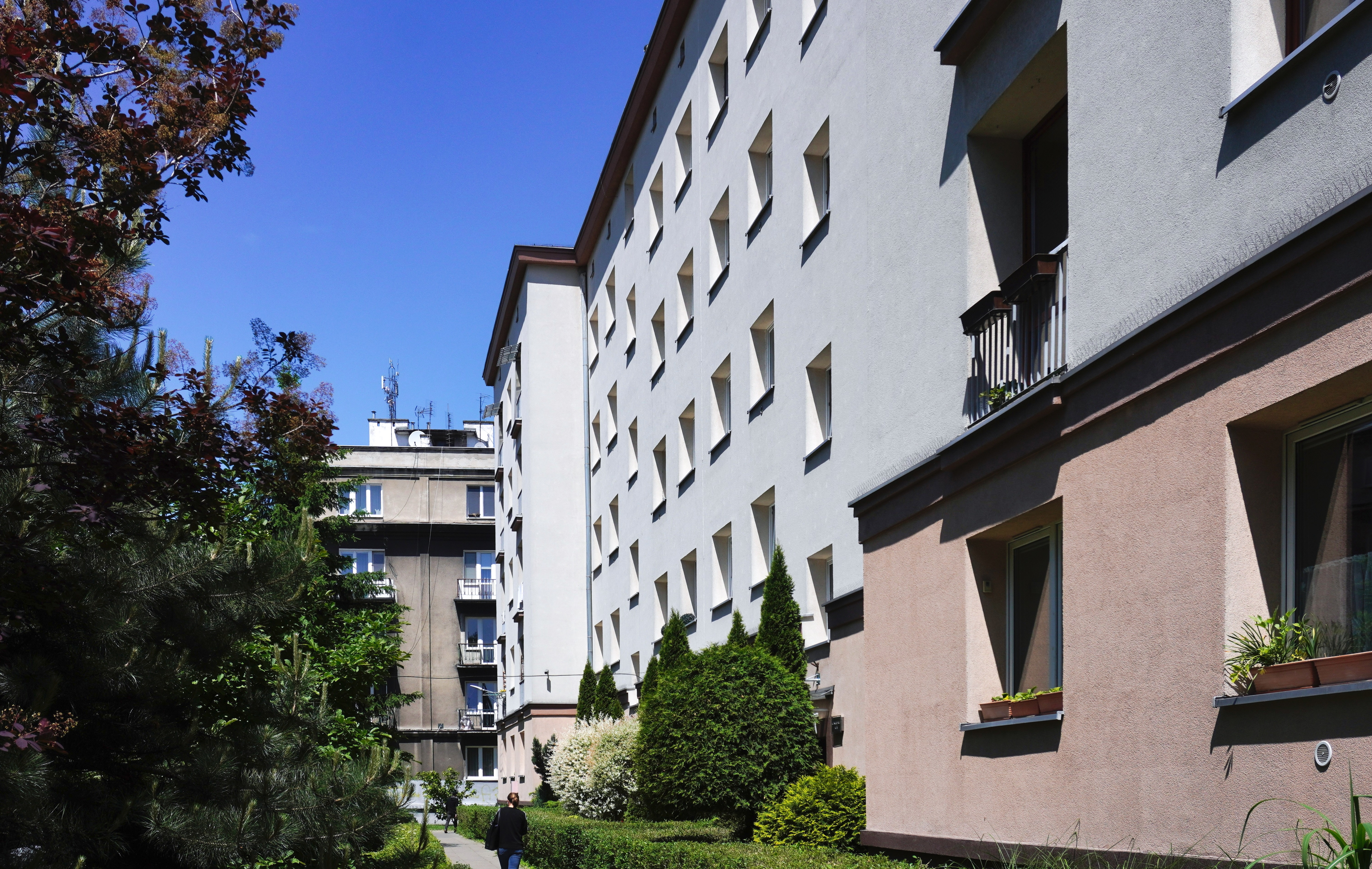
Blok przy ul. Kotlarskiej 5
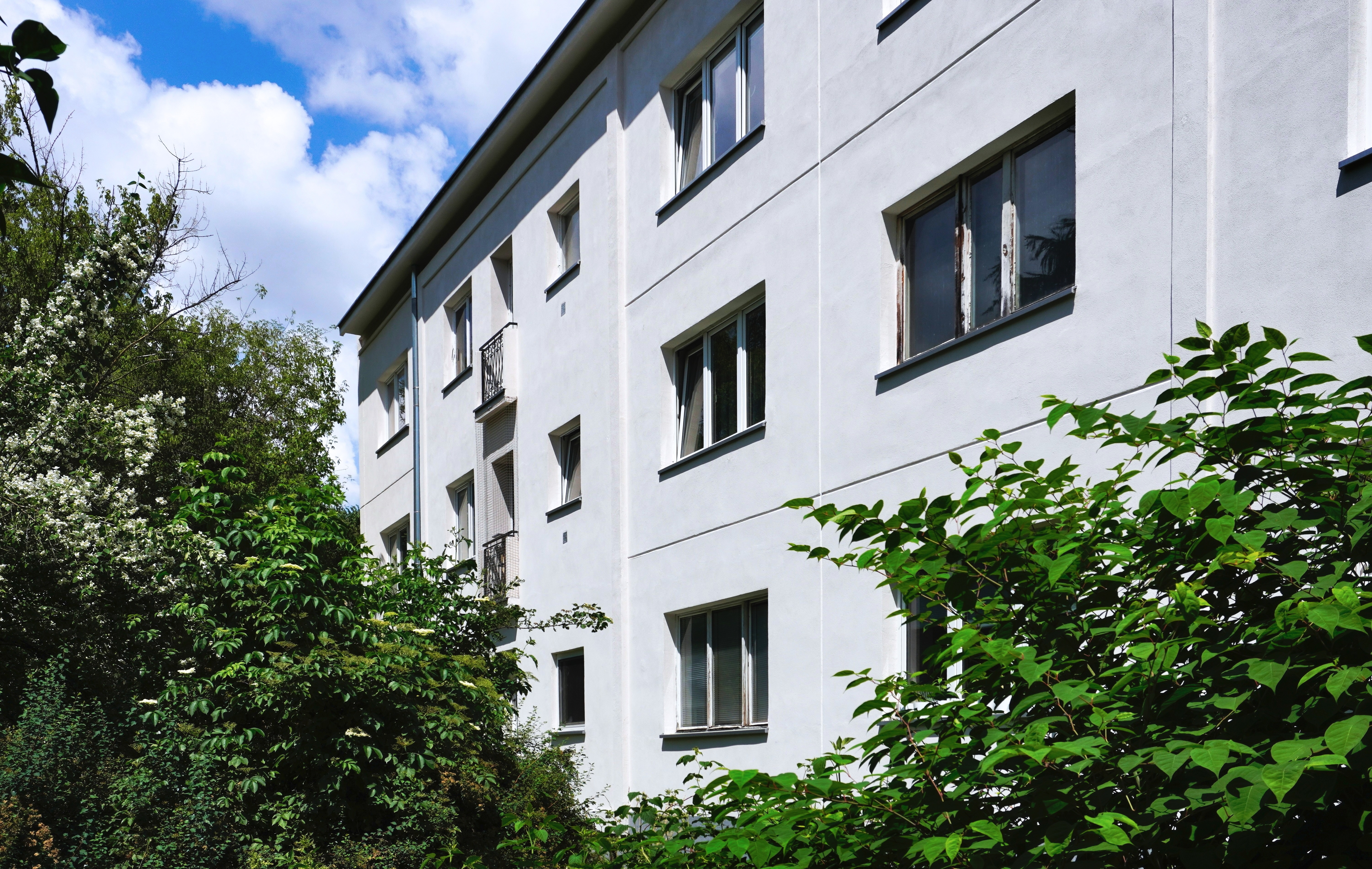
Blok przy ul. Michała Siedleckiego 4
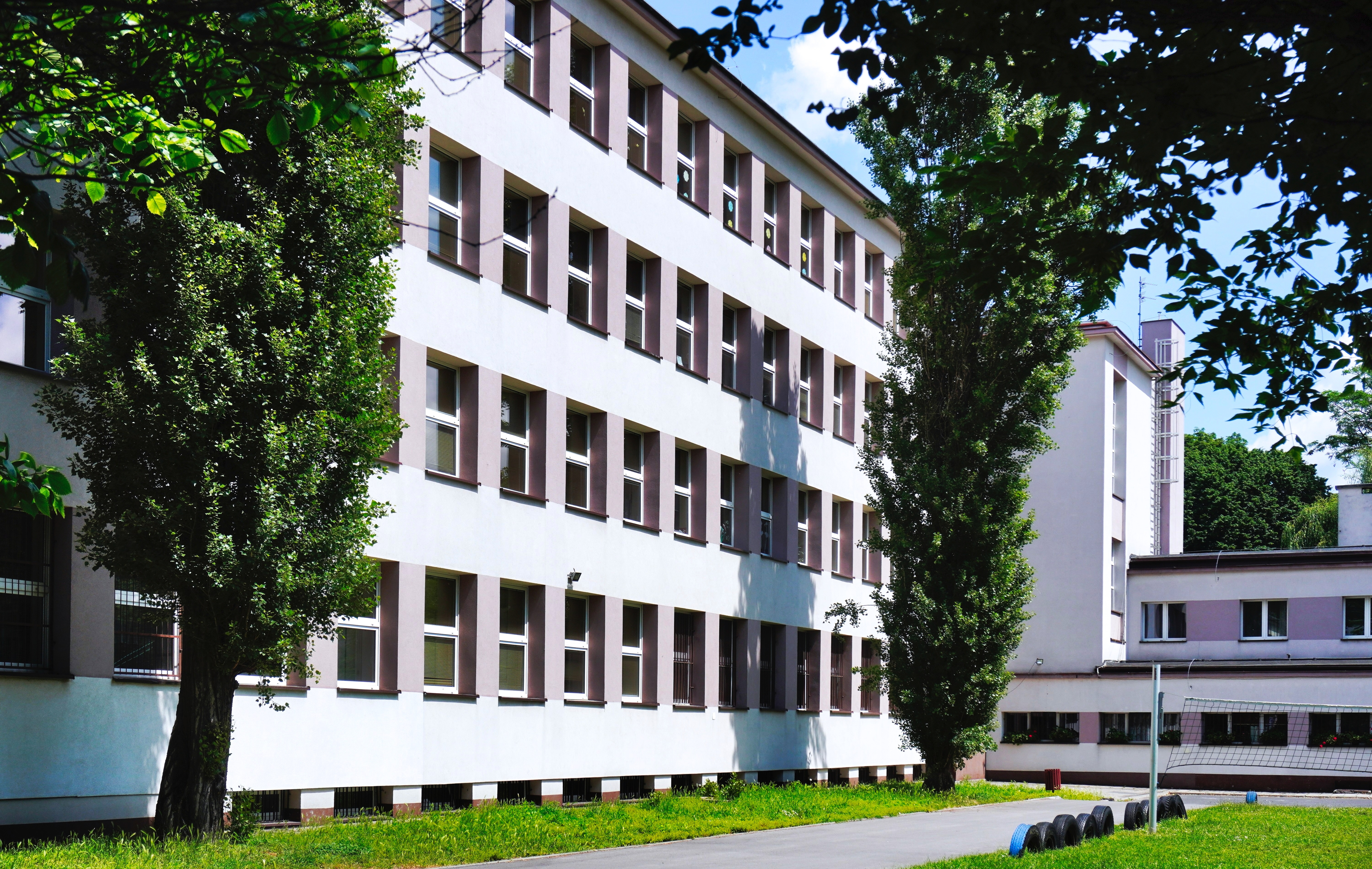
Szkoła Podstawowa nr 10
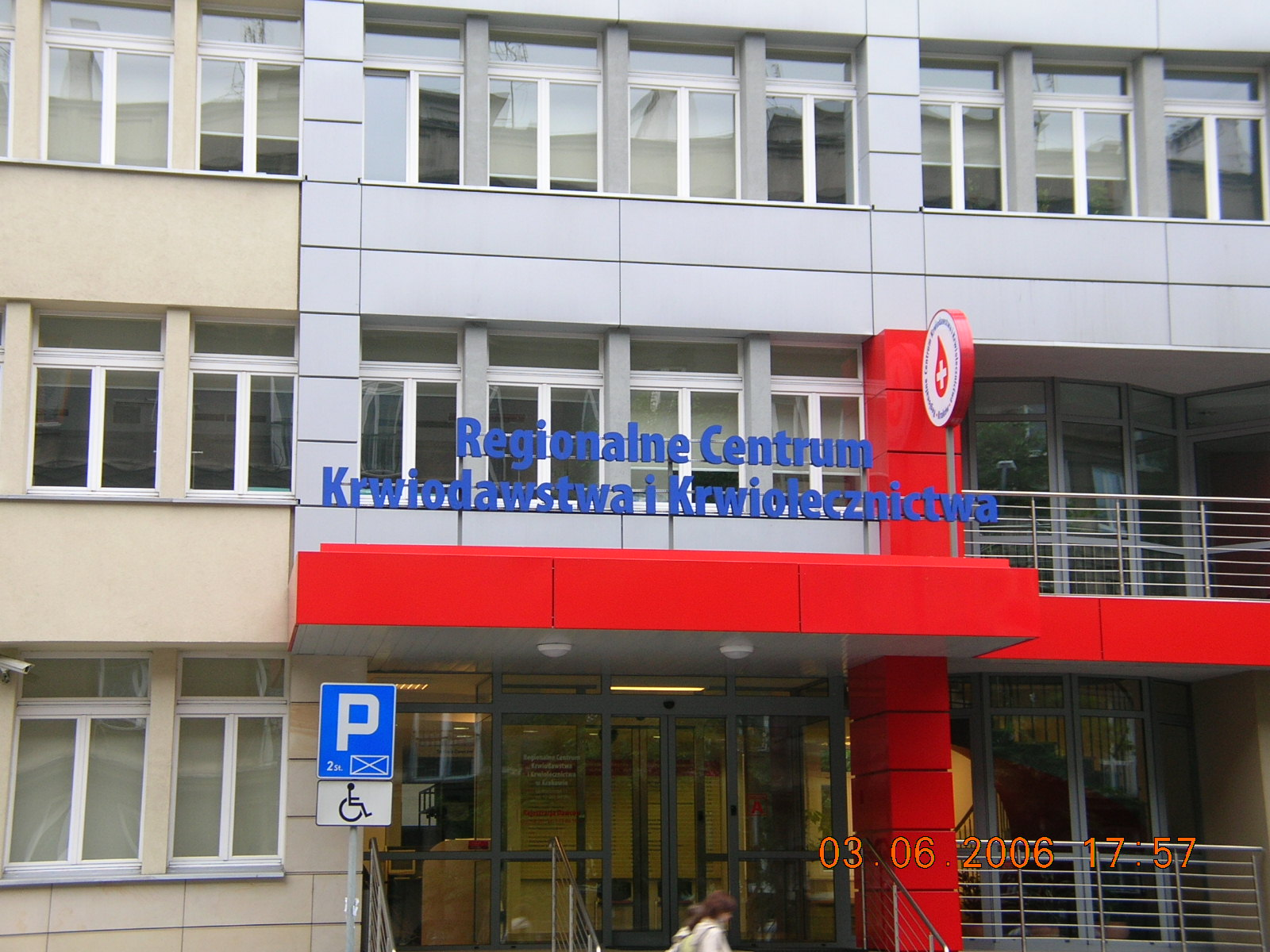
ul. Rzeźnicza 11 Regionalne Centrum Krwiodawstwa i Krwiolecznictwa
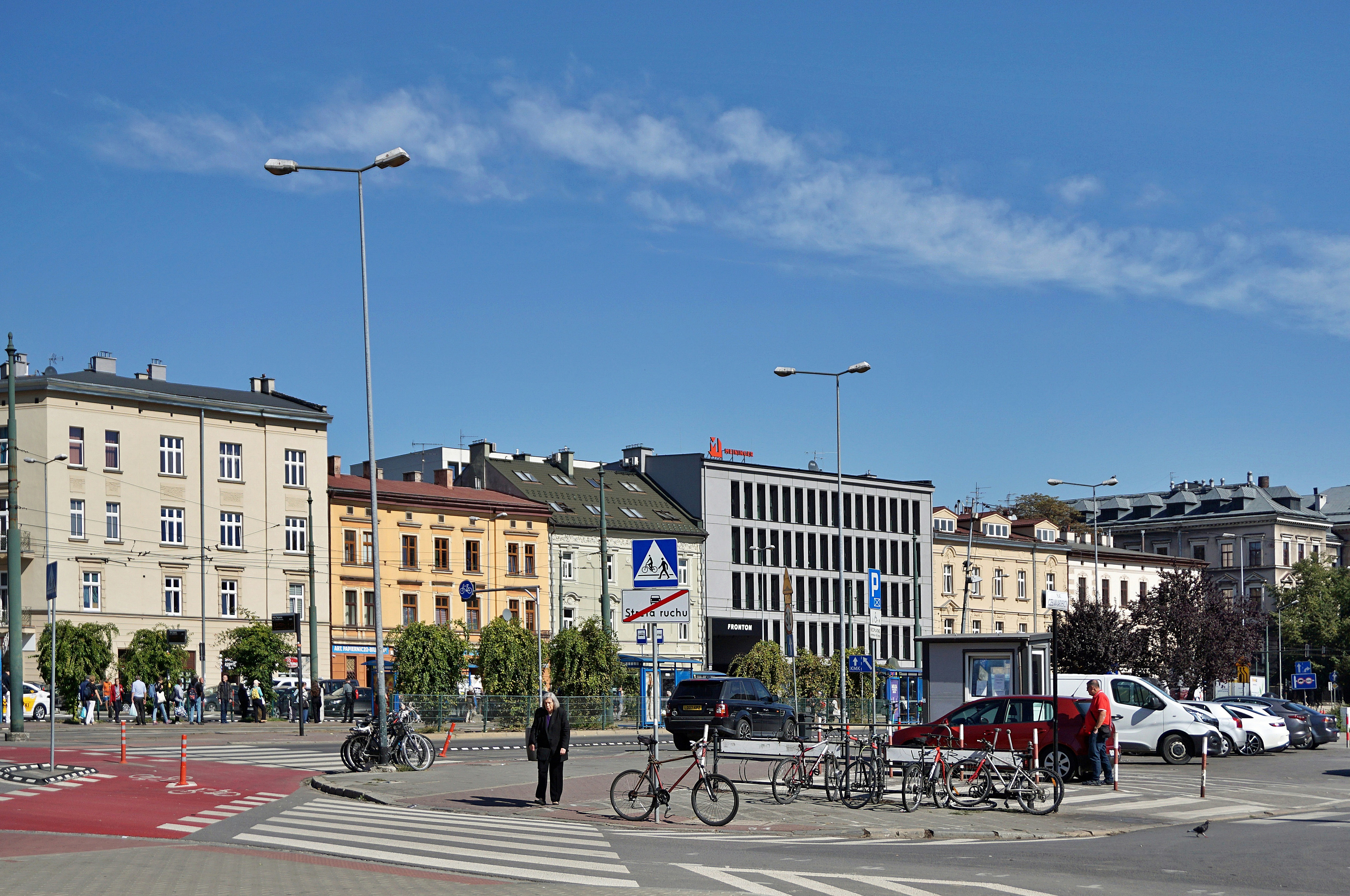
Plac Czesława Marchewczyka znajdujący się we zachodniej części Grzegórzek (2024)